# Yassa (plat)
Pour les articles homonymes, voir Yassa (homonymie).
Le yassa (signifiant « frire » en créole de Casamance) est une spécialité culinaire traditionnelle de la cuisine sénégalaise, étendue à la cuisine ouest-africaine, à base de morceaux de viande ou de poisson marinés dans du jus de citron et épices, puis frits, puis mijotés dans une sauce yassa aux oignons.

## Histoire

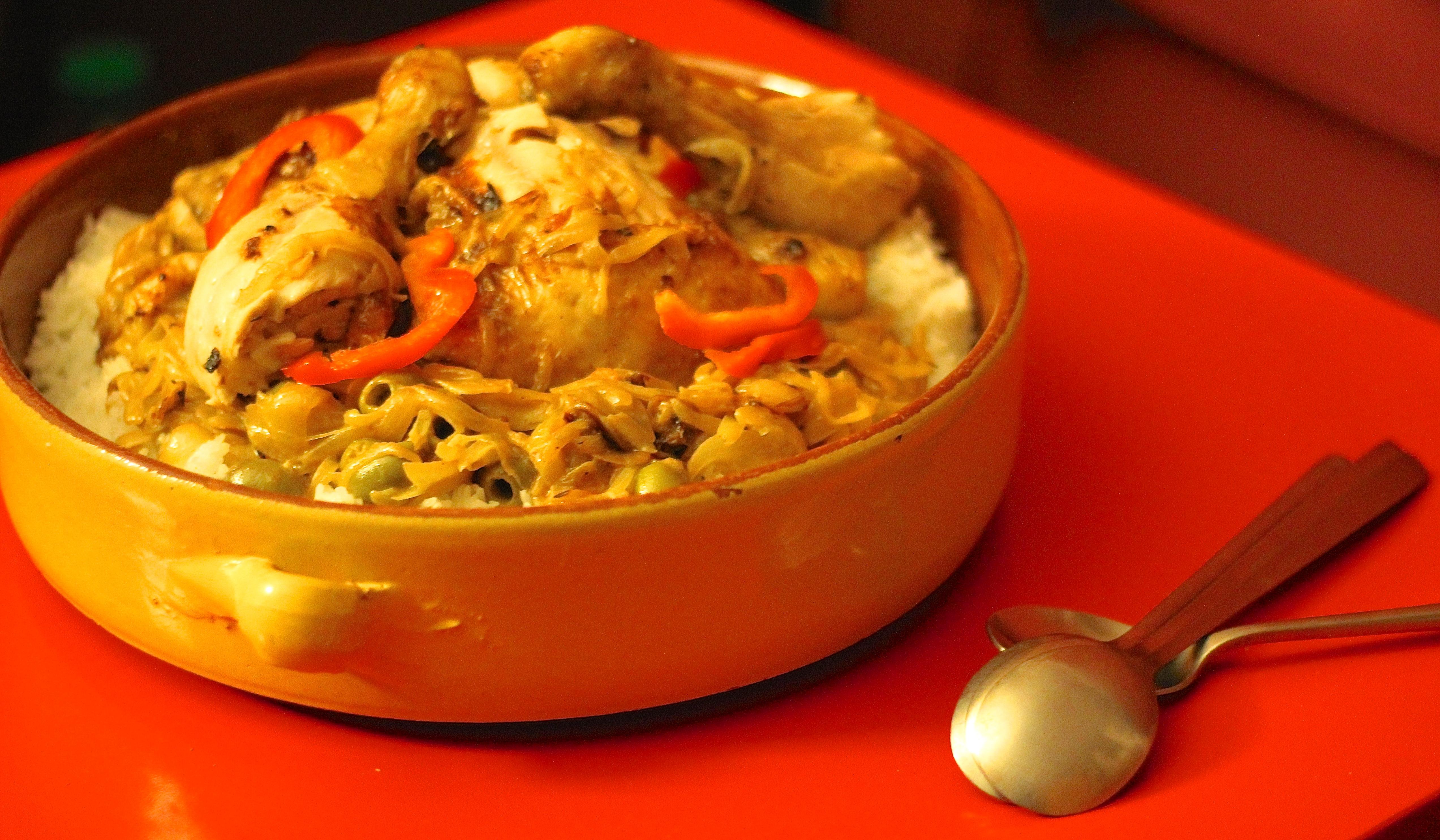
Poulet yassa

Le yassa, d’origine diola d'Afrique de l'Ouest, est en particulier une spécialité de Casamance, au sud de Dakar au Sénégal, répandu dans les pays d'Afrique de l'Ouest et d’Afrique-Occidentale française, notamment au Sénégal et au Mali. C'est un plat simple, économique, rapide à faire, décliné en divers variantes locales ou personnelles, et souvent apprécié de tous. On dit d'ailleurs que c'est le premier plat qui vient à l'esprit quand on ne sait pas quoi cuisiner. 

## Préparation
Il s'agit d'une préparation ñaari cin (préparée dans deux marmites). Le poulet (ou bœuf, mouton, agneau, ou poisson) est coupé en morceaux et mariné (traditionnellement pendant toute une nuit) dans du jus de citron (ou de citron vert) complété par autant de vinaigre et d'huile d'arachide, avec (selon les variantes de recettes) des oignons, ail, épices, herbe aromatique, et piment,.
Les morceaux de viande ou poisson marinés sont ensuite frits, ou grillés traditionnellement au feu de bois, et enfin mijotés dans la « sauce yassa » : la marinade avec un mélange d'oignons, de moutarde, du bouillon de viande (ou bouillon cube), d'ail, sel et poivre,,. 
Le yassa est traditionnellement accompagné de riz blanc, si possible du riz diola des origines du plat. 

Quelques exemples
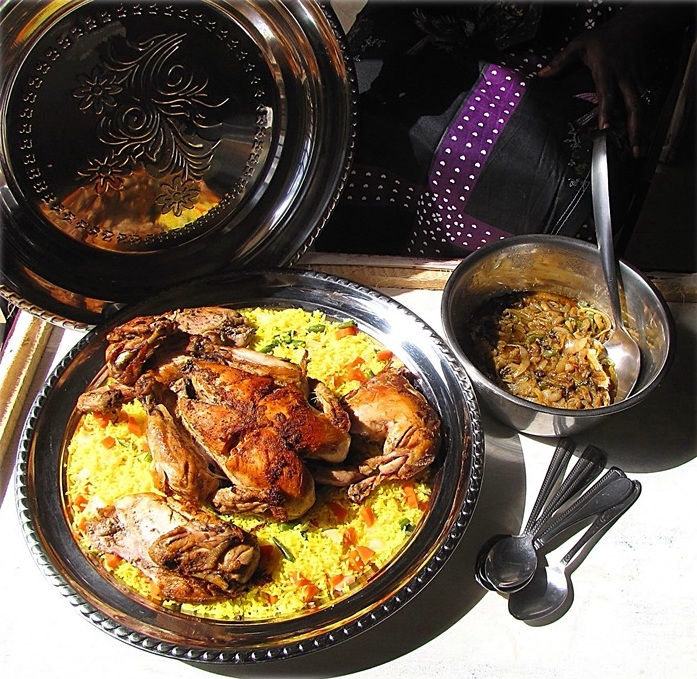
Poulet yassa
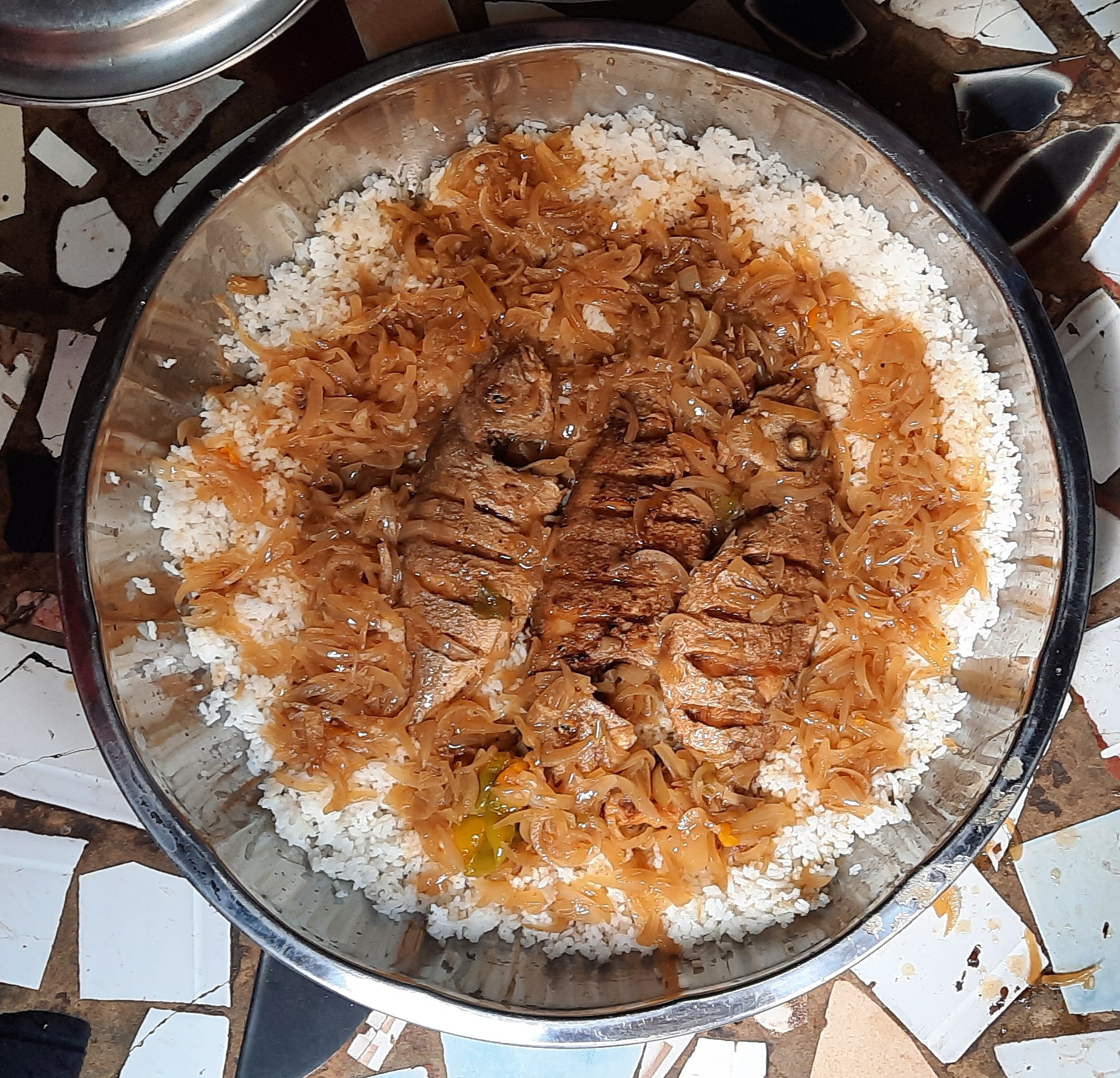
Poisson yassa
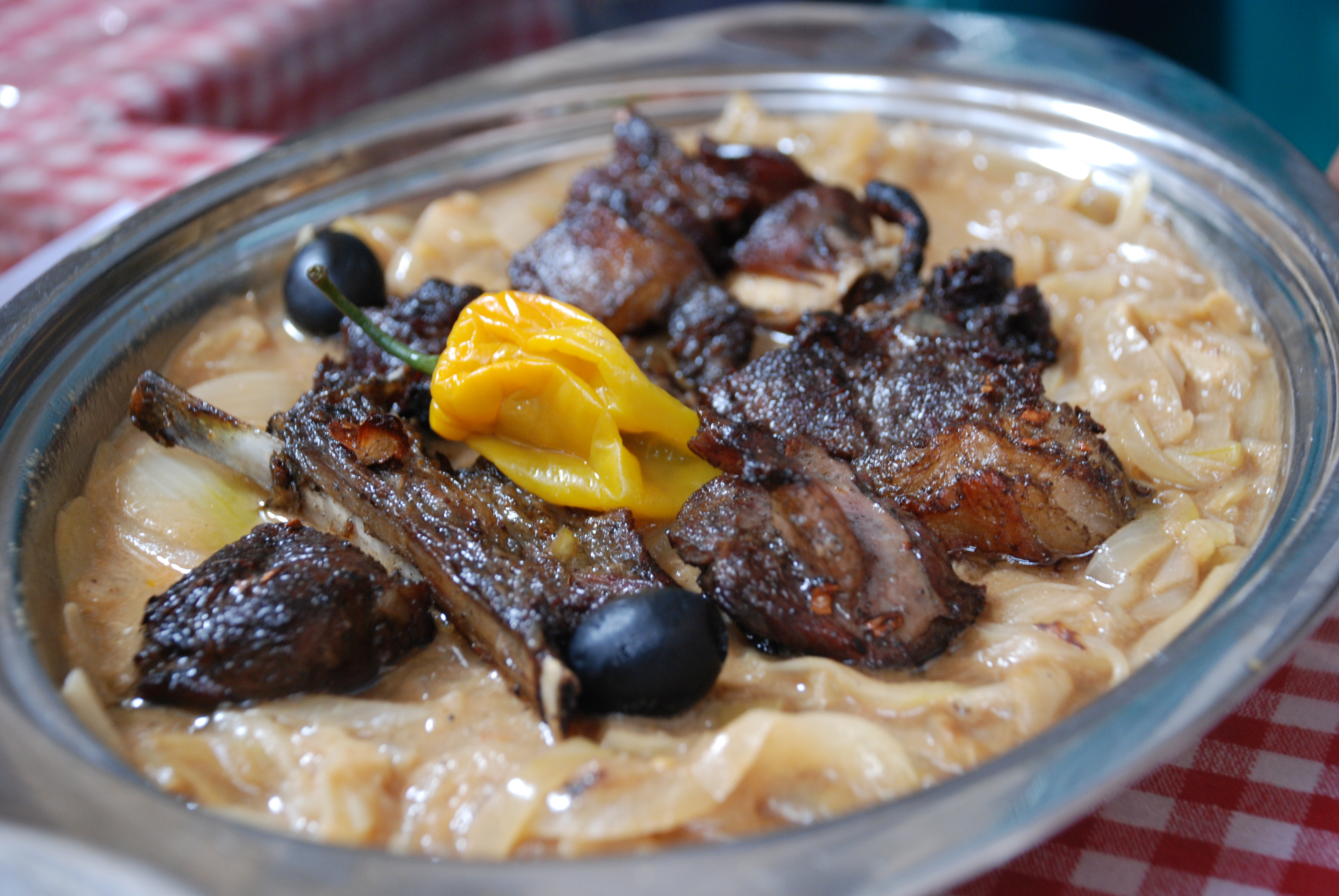
Mouton yassa, à Dakar
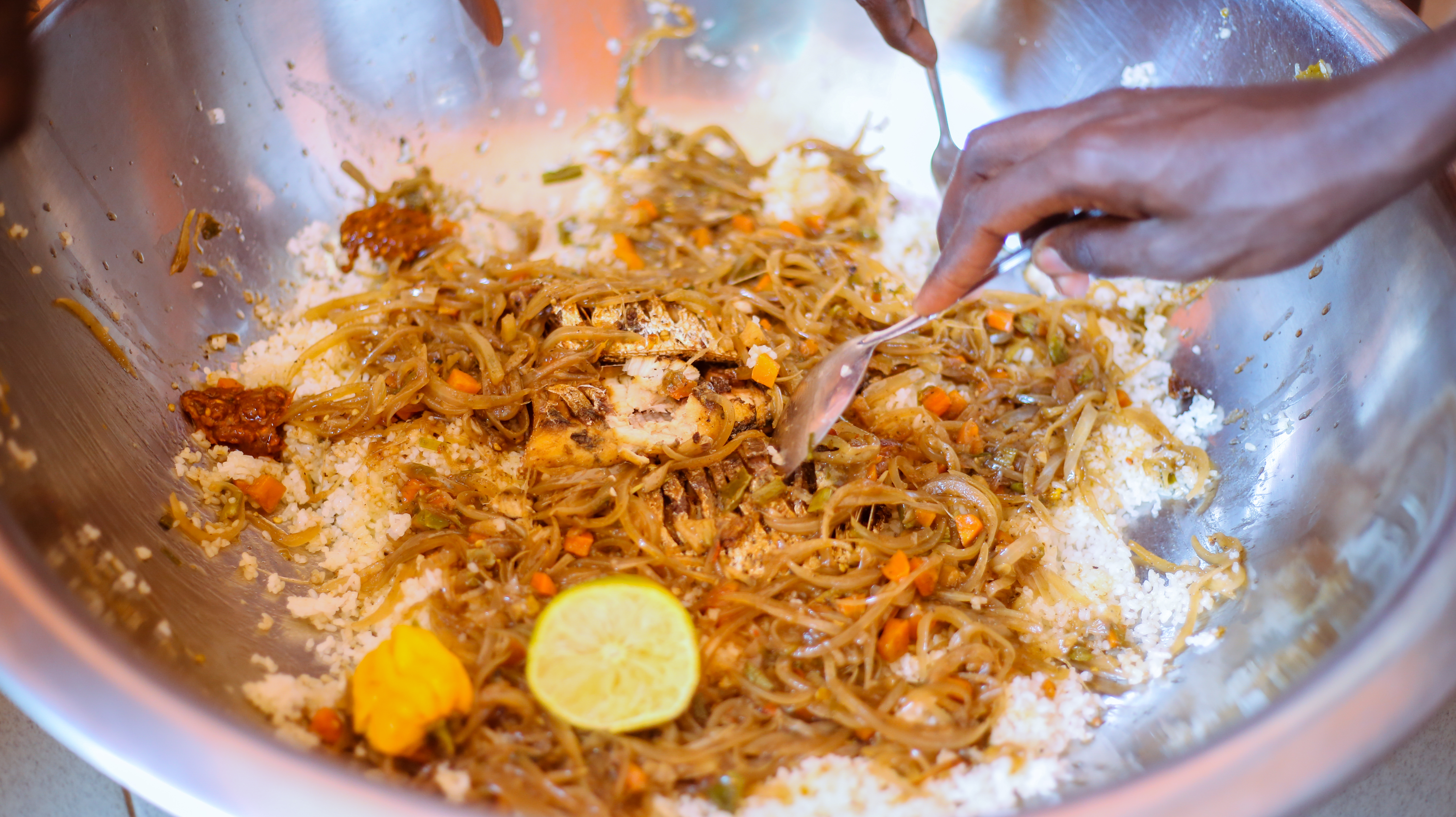
Poisson yassa
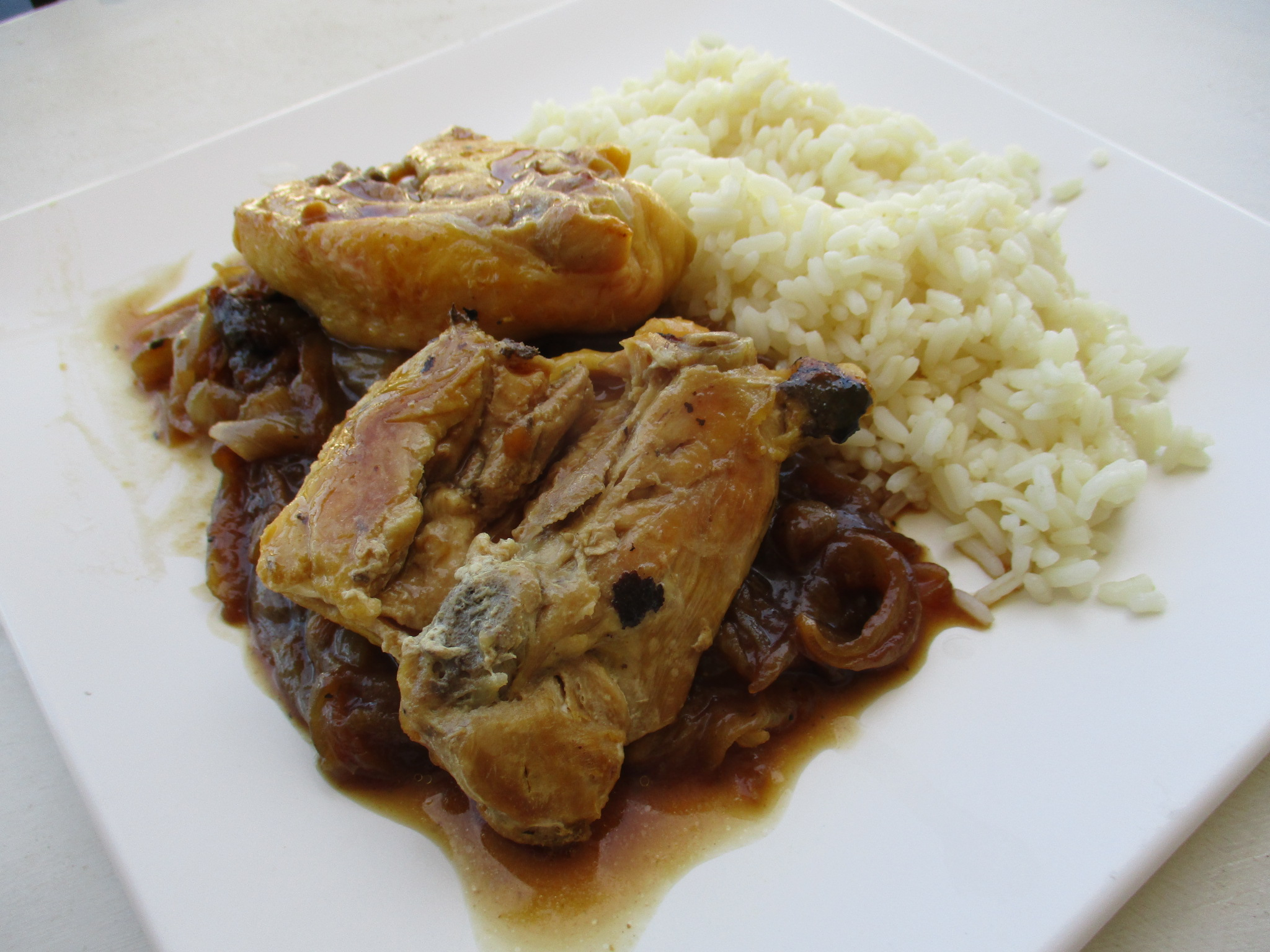
Poulet yassa